# Chersotis obnubilia
Chersotis obnubilia är en fjärilsart som beskrevs av Corti 1926. Chersotis obnubilia ingår i släktet Chersotis och familjen nattflyn. Inga underarter finns listade i Catalogue of Life.